# Robert Mundell
Robert Mundell, CC (24. října 1932, Kingston, Kanada – 4. dubna 2021, Siena, Itálie) byl kanadský ekonom a profesor ekonomie na Kolumbijské univerzitě, který v roce 1999 získal Cenu Švédské národní banky za rozvoj ekonomické vědy na památku Alfreda Nobela za „analýzu měnové a fiskální politiky v různých režimech určování měnových kurzů a za analýzu optimálních oblastí společné měny“. Je jedním ze zakladatelů ekonomie strany nabídky.

## Životopis
Robert Mundell se narodil v kanadském Kingstonu v Ontariu. Vystudoval ekonomii na Univerzitě Britské Kolumbie ve Vancouveru v Kanadě a magisterský titul získal na Washingtonské univerzitě. V roce 1956 navštěvoval Technickou univerzitu v Massachusetts (MIT), kde v témže roce získal doktorát v oboru ekonomie. V roce 2006 získal Robert Mundell čestný doktorát práv na Univerzitě ve Waterloo v Kanadě. Od roku 1965 do roku 1972 byl profesorem ekonomie na Chicagské univerzitě, a od roku 1972 až 1974 předsedou katedry ekonomie Univerzitě ve Waterloo. Od roku 1974 byl profesorem ekonomického oddělení na Kolumbijské univerzitě, přičemž od roku 2001 zastával nejvyšší akademickou hodnost univerzitního profesora. Současně byl také profesorem Čínské univerzity v Hongkongu.
V 70. letech položil svou prací na měnové dynamice a optimálních měnových formách základy pro zavedení eura. V roce 1999 za tuto práci získal Nobelovu cenu za ekonomii. Během této doby působil jako ekonomický poradce OSN, Evropské komise, Federální rezervní rady, Ministerstva financí Spojených států a vlád Kanady.

## Ocenění
V roce 1971 získal Mundell Guggenheimovo stipendium. V roce 1992 pak obdržel čestný doktorát z Pařížské univerzity. Další Mundellovy čestné doktoráty a stipendia pocházela z Brookingské instituce, Chicagské univerzity, Univerzity Jižní Kalifornie, McGillovy univerzity, Pensylvánské univerzity, Univerzity Johna Hopkinse a Čínské lidové univerzity. V roce 1998 se stal členem Americké akademie umění a věd. V roce 1999 pak následovala Nobelova cena za ekonomii.